# Lise Malouin
 (janvier 2016).
Si vous disposez d'ouvrages ou d'articles de référence ou si vous connaissez des sites web de qualité traitant du thème abordé ici, merci de compléter l'article en donnant les références utiles à sa vérifiabilité et en les liant à la section « Notes et références ».
Pour les articles homonymes, voir Malouin.
Lise Malouin, Ad. E., née le 5 août 1951 à Québec, est une avocate émérite et administratrice agréée québécoise engagée pour la cause des femmes, des familles et des démunis.

## Biographie
Après avoir complété ses études au Ruel Business College ainsi que des formations en sciences politiques, en administration, gestion du personnel, elle a occupé successivement des emplois de gérante d'hôtel, d'adjointe administrative et de gestionnaire au sein de deux sociétés de professionnels de Québec. Elle a été membre de l'exécutif du Comité d'entraide aux étudiantes de l'Université Laval, de 1984 à 1991, en vue de rechercher des fonds et octroyer des bourses aux étudiantes en difficulté financière. Conciliant travail-famille-études, elle a complété son baccalauréat en droit en donnant naissance à deux enfants, Maxime et Mélissa Deschênes, tout en travaillant à temps plein. Admise au Barreau en 1990, elle a exercé la profession d'avocate au contentieux civil du Centre communautaire juridique de Québec, sous la raison sociale de Proulx, Malouin et associés jusqu'au mois d'août 2016.  Elle a plaidé devant les tribunaux civils et nombreux tribunaux administratifs. Elle a consacré sa carrière d'avocate entre autres à la défense des droits de la personne et de la famille, des enfants et immigrants. Elle a parrainé en 2006, deux avocates venues d'Haïti pour apprendre sur le système de justice québécois en droit de la famille et en droit des personnes. Elle a été marraine de 2003 à 2007, pour des étudiants(es) du secondaire 5, dans le cadre du programme "jeune fonctionnaire d'un jour" organisé par L'ÉNAP.
Avocate émérite, elle s'est vu décerner le Prix Femme de Mérite, de la YWCA, catégorie Affaires et Profession, remis à une Québécoise au parcours remarquable, qui par son engagement, son courage et sa détermination a fait avancer la cause des femmes et la société dans son ensemble.  Elle a reçu le Mérite Christine-Tourigny du Barreau du Québec, pour récompenser son engagement envers la profession, son engagement social et sa contribution particulière à la progression des femmes dans la profession,. Elle a été désignée en 2006, membre honoraire du Service d'accueil aux réfugiés de Québec. Elle a été honorée en 2008, en tant qu'une des 400 femmes ayant marqué l'histoire, dans le cadre de l'activité du 400e de la Ville de Québec, Hommage aux femmes sur la ligne du temps à Québec...400 ans, 400 femmes.  Elle a reçu, le 5 novembre 2009, le Prix Robert Sauvé, parmi les membres du réseau de la Commission des services juridiques, pour souligner sa contribution exceptionnelle à la défense du droit des femmes et à la promotion des droits des démunis. En 2011, elle a été désignée par l'Association des diplômés de l'Université Laval: "Diplômée influente de l'Université Laval". Elle a été récipiendaire en 2014,  du Prix Justitia de la Faculté de droit de l'Université Laval, attribué par la Faculté de droit de l’Université Laval afin d'honorer certains de ses diplômés qui, en plus de se démarquer par leur carrière exceptionnelle, leur engagement social ou universitaire, contribuent au rayonnement de la Faculté et de l'Université.
Elle a siégé sur le conseil d'administration de plusieurs sociétés, dans le domaine professionnel, des affaires et de la culture, et a été très impliquée auprès de plusieurs organisations sociales, et prononcé de nombreuses conférences auprès de divers organismes de la région de Québec. Entre autres, elle a été membre de 2000 à 2009, de la Table de concertation de la Jacques-Cartier, en vue de contrer l'abus, la négligence et la violence envers les personnes âgées. Elle a notamment été membre fondatrice (1993) et Présidente de l’Association des familialistes du Québec et Présidente de la Maison de la Famille DAC de Québec. Elle a initié en 1994, des démarches auprès de la Cour d'Appel pour que, dans les causes familiales, les parties puissent procéder par voie accélérée, sans mémoires écrits, volumineux et coûteux qui freinaient l'exercice des droits des moins nantis. Membre du conseil d'administration depuis 2002,  élue à la présidence en 2006 de la Maison de la famille DAC, elle a mené avec succès, une campagne de levée de fonds visant à procurer à l'organisme une nouvelle maison de la famille à Québec, ouverte en 2009. Élue Bâtonnière de Québec en 2002, elle a été membre du Conseil du Barreau de Québec de 1996 à 2004, membre du conseil d'administration provisoire du Centre d'accès à l'information juridique (2001), membre du Comité administratif (conseil d'administration) du Barreau du Québec (2001-2003), membre du Conseil général (conseil d'administration) du Barreau du Québec (1999-2003).  Elle a été membre et présidente de nombreux comités du Barreau de Québec, et, au niveau du Barreau du Québec: membre du conseil de discipline, du Comité consultatif du Fonds d'études juridiques, du Comité des finances, du Comité des requêtes, du Comité consultatif pour les nominations des membres du conseil d'administration du Fonds d'assurance responsabilité professionnelle, du Comité des résolutions, du Comité santé mentale et justice, du Comité sur la procédure civile, et plusieurs autres Comités, ainsi que membre du Comité en droit de la famille de l'Association du Barreau canadien, division Québec. Gouverneure émérite de la Fondation du Barreau de Québec de 2008 à 2015, elle est devenue Gouverneure à vie depuis 2016.
Au cours de son mandat de bâtonnière, elle a lancé le projet "Greffe civil en ligne" dans le but de permettre une meilleure accessibilité et une diminution des coûts.  Elle a mis sur pied le Comité ad hoc sur la Cour supérieure en matière pénale et criminelle, en vue d'évaluer la faisabilité de conférences de gestion et préparatoires élargies, pour un meilleur encadrement des procès, une diminution de leur durée et une saine administration de la justice pénale. Elle a mis sur pied le Comité sur les expertises psychosociales, ainsi que le Comité sur l'intégration sociale et droit, afin de sensibiliser les différents intervenants en lien avec des personnes souffrant de maladies mentales ou de déficiences intellectuelles ayant à faire face au système judiciaire, contribuer à élaborer un programme de formation et de sensibilisation à l'intention des juges, avocats, policiers et différents intervenants.  Elle a développé plusieurs activités visant à promouvoir l'image et le travail des avocats et avocates du Barreau de Québec, ainsi que l'activité "Une journée dans la vie d'un professionnel du droit" (jumelage d'étudiants avec intervenants du système de justice, juges, greffiers et autres) afin d'assurer la relève.  Enfin, elle a initié, en collaboration avec les représentants du ministère de la justice, deux salons de témoins au Palais de justice de Québec, afin d'assurer une plus grande convivialité aux témoins en attente "une première dans les Palais de Justice au Québec". 

## Honneurs et distinctions
- 2002-2003 - Bâtonnière de Québec
- 2004-2005 - Présidente de l’Association des familialistes du Québec
- 2005 - Prix Femme de Mérite du YWCA, section Affaires et Profession
- 2008 - Mérite Christine-Tourigny du Barreau du Québec
- 2008 - Présidente de la Maison de la Famille de Québec
- 2009 - Prix Robert Sauvé du Barreau du Québec
- 2014 - Prix Justitia de la Faculté de droit de l'Université Laval
- 2019 - Médaille du Lieutenant-gouverneur du Québec pour mérite exceptionnel
- 2023 - Médaille du Barreau de Québec[17]